# Eleccions comunals andorranes de 1995
Les eleccions comunals andorranes de 1995 es van celebrar el 3 de desembre de 1995 per escollir els consells comunals de les Parròques d'Andorra. Després de les eleccions, els consellers comunals van escollir els cònsols majors i menors de cada Comú, òrgan administratiu de cada parròquia.

## Sistema electoral
La llei electoral va ser modificada amb l'aprovació de la nova constitució i la legalització dels partits polítics. Aquesta va ser la primera elecció comunal en què va tenir efecte.
Els consells de comú han d'estar formats per un nombre parell de membres, sempre entre 10 i 16. El Consell de Comú de cada parròquia té la llibertat per escollir i modificar el nombre de consellers. Les persones que es vulguin presentar a les eleccions comunals han de perfeccionar una llista tancada que tingui almenys el mateix nombre de membres que escons a escollir. La candidatura ha de recollir avals d'un mínim del 0,5% del cens de la parròquia.
Cada elector només pot votar per una llista, sense alterar-ne ni l'ordre ni la composició.
La meitat dels escons queden assignats per al partit que hagi obtingut més vots als comicis. L'altra meitat dels escons es reparteix segons el mètode de les restes més altes, aplicant el quocient de Hare, incloent-hi el partit més votat. En cas que hi hagi empat en les llistes més votades, la meitat dels escons es reparteixen igual entre les forces que hagin empatat. Si no fos possible una distribució exacta, l'escó o els escons sobrants han de ser acumulats al nombre de consellers a repartir proporcionalment.

## Resultats

### Total nacional
Per primera vegada a la història. dues dones van ser escollides cònsols majors.
| Partit                         | Vots   | %    | Escons |
| ------------------------------ | ------ | ---- | ------ |
| Nova Democràcia                | 2.077  | 29,6 | 14     |
| Partit Liberal d'Andorra       | 1.531  | 21,8 | 10     |
| Agrupament Nacional Democràtic | 1.124  | 16,0 | 20     |
| Unió i progrés                 | 496    | 7,1  | 2      |
| Grup d'Opinió Liberal          | 403    | 5,7  | 8      |
| Fòrum Parroquial               | 154    | 2,2  | 3      |
| Llistes independents           | 1.240  | 17,7 | 23     |
| Vots en blanc                  | 1.030  | –    | –      |
| Vots nuls                      | 39     | –    | –      |
| Total                          | 8.094  | 100  | 80     |
| Cens/participació              | 10.411 | 77,7 | –      |

### Canillo
| Partit                  | Vots | %    | Escons |
| ----------------------- | ---- | ---- | ------ |
| Llista de Bibiana Rossa | 223  | 59,2 | 11     |
| Fòrum Parroquial        | 154  | 40,8 | 3      |
| Vots en blanc           | 17   | –    | –      |
| Vots nuls               | 4    | –    | –      |
| Total                   | 398  | 100  | 14     |
| Cens/participació       | 476  | 83,6 | –      |

### Encamp
| Partit                         | Vots  | %    | Escons |
| ------------------------------ | ----- | ---- | ------ |
| Agrupament Nacional Democràtic | 555   | 52,8 | 8      |
| Unió i progrés                 | 496   | 47,2 | 2      |
| Vots en blanc                  | 80    | –    | –      |
| Vots nuls                      | 4     | –    | –      |
| Total                          | 1.135 | 100  | 10     |
| Cens/participació              | 1.373 | 82,7 | –      |

### Ordino
| Partit                      | Vots | %    | Escons |
| --------------------------- | ---- | ---- | ------ |
| Llista de Josep Duró        | 163  | 42,8 | 7      |
| Llista de Bonaventura Espot | 113  | 29,7 | 2      |
| Llista de Pere Babi         | 105  | 27,6 | 1      |
| Vots en blanc               | 15   | –    | –      |
| Vots nuls                   | 0    | –    | –      |
| Total                       | 396  | 100  | 10     |
| Cens/participació           | 497  | 79,7 | –      |

### La Massana
| Partit                | Vots | %    | Escons |
| --------------------- | ---- | ---- | ------ |
| Grup d'Opinió Liberal | 403  | 64,0 | 8      |
| Nova Democràcia       | 227  | 36,0 | 2      |
| Vots en blanc         | 55   | –    | –      |
| Vots nuls             | 1    | –    | –      |
| Total                 | 686  | 100  | 10     |
| Cens/participació     | 814  | 84,3 | –      |

### Andorra la Vella
| Partit                   | Vots  | %    | Escons |
| ------------------------ | ----- | ---- | ------ |
| Nova Democràcia          | 1.354 | 61,9 | 10     |
| Partit Liberal d'Andorra | 835   | 38,1 | 2      |
| Vots en blanc            | 273   | –    | –      |
| Vots nuls                | 4     | –    | –      |
| Total                    | 2.466 | 100  | 12     |
| Cens/participació        | 3.227 | 76,4 | –      |

### Sant Julià de Lòria
| Partit                         | Vots  | %    | Escons |
| ------------------------------ | ----- | ---- | ------ |
| Agrupament Nacional Democràtic | 569   | 100  | 12     |
| Vots en blanc                  | 479   | –    | –      |
| Vots nuls                      | 20    | –    | –      |
| Total                          | 1.068 | 100  | 12     |
| Cens/participació              | 1.609 | 66,4 | –      |

### Escaldes-Engordany
| Partit                                          | Vots  | %    | Escons |
| ----------------------------------------------- | ----- | ---- | ------ |
| Partit Liberal d'Andorra                        | 696   | 38,1 | 8      |
| Llista de Jacint Casal                          | 636   | 34,8 | 2      |
| Iniciativa Democràtica Nacional–Nova Democràcia | 496   | 27,1 | 2      |
| Vots en blanc                                   | 111   | –    | –      |
| Vots nuls                                       | 6     | –    | –      |
| Total                                           | 1.945 | 100  | 12     |
| Cens/participació                               | 2.415 | 80,5 | –      |